# Dicranomyia (Glochina) sericata
Dicranomyia (Glochina) sericata is een tweevleugelige uit de familie steltmuggen (Limoniidae). De soort komt voor in het Palearctisch gebied.